# Militarismo celta

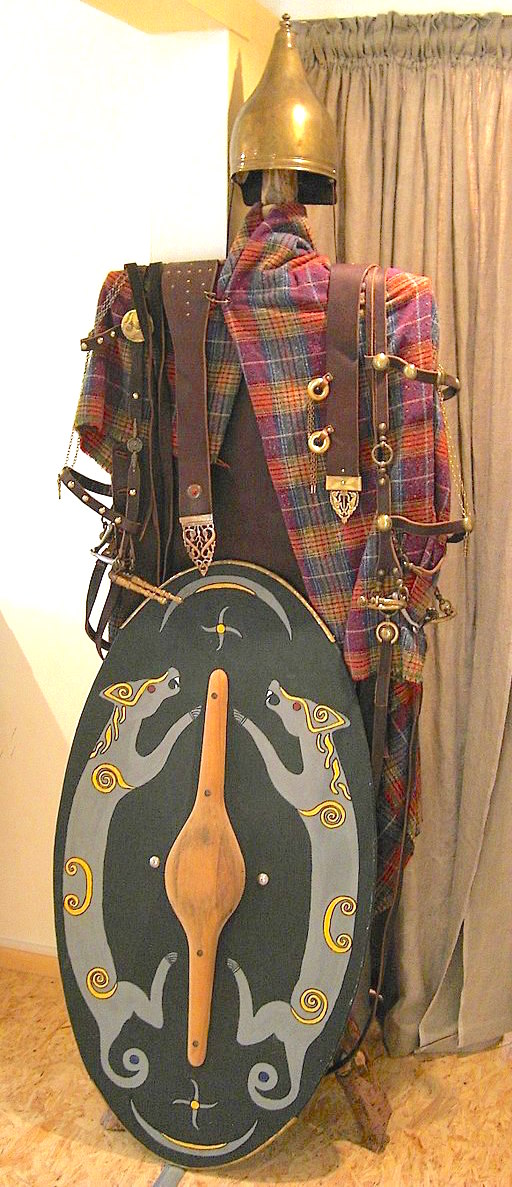
Réplica de sexoieber, Alemania.

La historia de la guerra celta se extiende del siglo X a. C. hasta los primeros siglos d. C. y se refiere a los estilos diferentes de la guerra de los pueblos conocidos como Celtas. Se trata de los conflictos armados de las tribus celtas y sus reinos. Aparte de los conflictos entre los celtas y los países vecinos y las tribus, entre numerosos conflictos tribales se registraron entre las tribus celtas también. Esto incluye a los pueblos celtas de Irlanda, Gran Bretaña, Galia, Iberia y Anatolia.

## La guerra tribal
Las tribus celtas lucharon entre sí y, a veces se aliaron con los romanos, los griegos y otros pueblos frente a otras tribus celtas. La guerra tribal parece haber sido una característica habitual de las sociedades celtas. Si bien la literatura épica describe esto como un deporte más centrado en las redadas y la caza que una conquista territorial organizada, el registro histórico parece indicar más que el uso de la guerra por parte de las tribus era para ejercer el control político y hostigar a sus rivales, obtener un beneficio económico, y en algunos casos a la conquista de territorio.
La arqueología proporciona mucha información sobre la cultura material de los celtas, pero la importancia de estos hallazgos para determinar cómo los antiguos celtas combatieron es objeto de mucha especulación. Durante mucho tiempo se pensó, por ejemplo, que los celtas eran cazadores de cabezas pero las investigaciones recientes de Francia ha indicado que pueden haber sido las cabezas de los aliados muertos que se recogen para ser colocados en pórticos, mientras que los vencidos fueron arrojados a fosas comunes, rompiendo sus armas ritualmente.

## Periodo de Hallstatt siglosXIIaVIa.C.
La cultura de Hallstatt es la primera en ser identificada como asociada a la cultura celta, se extiende desde el oeste al norte de los Alpes en Francia, Gran Bretaña y el sur de la península ibérica; durante la Edad de Bronce. Las espadas parecen haber sido el arma principal de este periodo, tal vez indicando que la guerra era un asunto de escala relativamente pequeña, posiblemente entre grupos de guerreros de élite. En las últimas fases de la época de Hallstatt, el hierro comenzó a sustituir de bronce en la fabricación de armas y la clásica "espada larga celta" con su hoja de diseño de hoja hizo su aparición. Los entierros en carros también son característicos de esta época; es posible que también hicieran alguna función en la guerra de esta época, pero los carros eran vehículos de cuatro ruedas y no se fabricaban en toda Gran Bretaña. Al final de la época de Hallstatt, la espada larga pareció caer en desgracia, destituido por la corta, metiendo puñales que se encuentran en mayor número entre los objetos funerarios en los entierros de alto estatus.

## Periodo La Tène siglosVIaIa.C.
El período de Tene vio cambios en los patrones de la guerra. Al comienzo del período Tene, la guerra probablemente se llevaba a cabo a pequeña escala entre los guerreros de élite, tal vez en carros, manejando un nuevo tipo de espada larga celta. Durante los siglos siguientes el diseño de la espada cambió, cada vez más corto, de un solo filo y sin un punto de empuje, diseñado exclusivamente para hacer un corte (aunque la espada en la era de Hallstatt también había sido ante todo un arma cortante) y con más variantes regionales -Las espadas que han aparecido en Gran Bretaña e Hibernia (Irlanda) eran más cortos y más delgados que sus homólogos continentales- Es posible que en la era posterior a La Tene, una población creciente llevara a los grandes ejércitos a organizarse en filas de lanceros, conduciendo a una disminución de la importancia del campeón con su espada y por lo tanto, una disminución de la funcionalidad de esta.
La época de La Tène también vio el desarrollo de la cota de malla, una prenda de vestir hecha de anillos de metal unidos. La primera precursora de la cota de malla es la llamada cota guarnecida, en la que los anillos, en lugar de estar unidos entre sí, se cosen directamente sobre un soporte de tela. Los hallazgos de la cota de malla son poco frecuentes, lo que sugiere que era un lujo restringido a los guerreros de alto rango. Una gran variedad de cascos de cresta también pertenecen a este período y se presentan en mayor número que en el caso de la malla, pero en general la imagen de los ejércitos celtas se compone en gran parte de combatientes ligeramente acorazados o sin acorazar.
Los entierros en carros continuaron hasta bien entrado el período de Tene, sugiriendo su importancia permanente en la guerra. El carro de La Tène era un vehículo ligero de dos ruedas, a diferencia de los pesados carros de épocas anteriores. La disposición de los troncos de carros en una reconstrucción de la Carroza Wetwang sugiere que fueron tirados por caballos pequeños, sólo 11 o 12 palmos de altura, y por lo tanto no parece que fueran utilizados en una carga frontal. Debido al hecho de que los entierros en carro nunca se practicaron en Hibernia (Irlanda), la naturaleza o la existencia de la guerra de carros en ese país sigue siendo poco claro.

## Continuación en Irlanda
La conquista romana finalmente extinguió la independencia de todos los pueblos celtas, salvo en Irlanda y en el extremo norte de Gran Bretaña. Tras la época romana, por lo tanto, no se puede decir que aún existiera un marcado estilo celta de la guerra, excepto en las Islas Británicas. Irlanda fue la última región en adoptar el modo de La Tène de la tecnología celta y con una población más pequeña y menos densa que la de los británicos o los celtas continentales, por lo que pudo haber continuado con la era de la lucha de élite a pequeña escala por más tiempo. Los patrones tradicionales de la guerra parecen haber seguido el mismo camino hasta los vikingos y las invasiones normandas, llevada a cabo por soldados de a pie, sin armadura de metal, con cascos, luchando con lanzas y jabalinas, hachas y de vez en cuando en el caso de un mayor reconocimiento de los guerreros, espadas, protegida por un escudo redondo. Las invasiones vikingas fueron tentativas de avanzadillas, pero nunca en gran número. La invasión de los normandos en el siglo XII y la ineficacia de las tácticas tradicionales de resistencia llevaron a los irlandeses a evolucionar hacia un estilo más típicamente medieval de guerra, ejemplificado por el soldado de infantería Gallowglass.

## Guerra de las Galias
La Guerra de las Galias fue una serie de campañas militares emprendidas por el procónsul romano Julio César en contra de varias tribus galas, con una duración de 58 aC a 51 aC. Los romanos también realizaron incursiones en Britania y Germania, pero estas expediciones no llegaron a convertirse en invasiones a gran escala. La Guerra de las Galias culminó en la decisiva batalla de Alesia en el año 52 aC, en la que la victoria romana supuso la expansión de la República romana en el conjunto de la Galia. Las guerras allanaron el camino para el César a ser el único gobernante de la República romana.
El testimonio romano más conocido de la guerra celta consiste en las descripciones de Julio César en sus Comentarios sobre la Guerra de las Galias (De Bello Gallico) en el que describe los métodos de guerra tanto galos como britanos.
En la descripción de las batallas en contra de varias tribus de los galos, en contraste con la imagen popular de los Berserker Celtas, César habla de la lucha de helvecios en orden cerrado, formando una falange como defensa contra la caballería y avanzando en una formación compacta. Habla también de las flechas, siendo utilizadas en contra de sus tropas al cruzar los ríos y en contra de los sitiadores de Gergovia, capital de la arvernos - uno de las pocas batalla en el la que Vercingétorix ganó a César. Menciona el uso de las vara de nervios belgas, pero a pesar de que los escritores romanos con frecuencia se refieren al uso de las espadas de los celtas en la batalla, César nunca menciona tropas galas en masa luchando con espadas. A mediados de siglo I a. C., las tribus celtas de la Galia pudo haber tenido un núcleo de soldados profesionales debidamente entrenados y equipados procedentes de la casta guerrera tradicional, además y en contraste de la tropa general de hombres libres tribales ligeramente armados y vehículos blindados.
Fuera de Gran Bretaña, se han encontrado macetas pequeñas con una pasta de color naranja en las cercanías del Cerro del Castillo, que han llevado a la teoría de que si los celtíberos la utilizaron en una manera similar a la descripción de César, pintándose de naranja en vez de azul.
Otra imagen prerromana popular de Gran Bretaña, el carro con guadañas, ni siquiera es mencionada por César, pero aluden a ella comentaristas posteriores, como Pomponio Mela, durante y después de la conquista romana.

## Tipos de tropas celtas y la organización
Tácito escribió que la fuerza de los celtas se encontraba en la infantería, pero algunos tenían un arma de caballería fuerte y otros siguieron utilizando carros.
En épocas anteriores, los celtas empleaban el carro. A pesar de que desde finales del siglo III a. C. los carros habían caído en desuso en Europa continental, César encontró que todavía eran un componente importante en la guerra entre los britanos. Si se creen sus descripciones, existió en Gran Bretaña un ejército detransición, que poseía caballería, pero aún con una fuerza de élite con carros. Él describe cómo estos guerreros tiraban jabalinas desde sus vehículos antes de abandonarlos para luchar a pie y volver a ellos en orden de retirada o redistribución. La caballería es decrita utilizadndose para las escaramuzas. Cuenta que los mismos galos comentaban haber utilizado anteriormente carros, aunque los habían abandonado por esta época.
Su modo de pelear con carros era el siguiente: en primer lugar, la unidad avanzaba en todas direcciones para lanzar sus armas y, en general romper las filas del enemigo con el temor mismo de los caballos y el ruido de sus ruedas, y cuando se habían situado ellos mismos entre las tropas de a caballo, saltaban de sus carros y combatían a pie. Los conductores de los carros se retiraban a cierta distancia de la batalla por un tiempo, y así quedaban disponible para que, si sus amos eran superados por el número de los enemigos, pudieran tener un retiro dispuesto hacia sus propias tropas. Así disponían en la batalla de la velocidad del caballo, junto con la firmeza de la infantería.
El carnyx era un instrumento de viento de los celtas de la Edad de Hierro, estimada por ca. 300 aC a 200 dC. Era una especie de trompeta de bronce, en posición vertical, con la boca en forma de cabeza de jabalí. Se utilizó en la guerra, probablemente para incitar a las tropas a la batalla e intimidar a los oponentes. El instrumento de porte vertical permitía llevar sus notas por encima de las cabezas de los participantes en las batallas y ceremonias.

## Mercenarios
Los guerreros celtas sirvieron como mercenarios en muchos ejércitos de la época clásica. Los más conocidos fueron los que se unieron a Aníbal en su invasión de Italia durante la guerra Púnica, y que contribuyeron a su victoria en el Lago Trasimeno y Cannas. Mercenarios celtas lucharon del lado de los antiguos griegos y romanos también. Cuando una rama de la fuerza de invasión de Brennus fue hacia el este y cruzó el Helesponto, fundaron un estado gobernado por celtas en el Asia Menor conocido como Galacia. Galacia se hizo muy conocido como una fuente de mercenarios en toda la región del Mediterráneo oriental. Las ilustraciones que muestran las tropas armadas con largas espadas y escudos rectos ovalados han sido adoptadas en general para representar Gálatas.
Según las fuentes clásicas trabajaron como mercenarios en el contexto de las guerras del mediterráneo guerreros astures, galaicos, lusitanos y celtíberos, bien apreciados por su gran belicosidad, su práctica de la devotio, y sus costumbres sangrientas con el enemigo.
El historiador griego Polibio da cuenta de la Batalla de Telamón 225 a. C. en la que los romanos derrotaron una invasión de Boii, Insubres, Taurisci y Gaesatae. Se decía que los Gaesatae eran un grupo de guerreros de alquiler y son ellos los que se describen en la mayoría de los detalles. Considerando que los Boii y Insubres llevaban pantalones y abrigos que fueron lo suficientemente gruesos como para permitir una cierta protección de las jabalinas romanas, los Gaesatae se quitaban la ropa para combatir desnudos, de pie frente a sus aliados y tratando de intimidar a los romanos con gritos y gestos. Sin embargo, esta falta de protección provocó su derrota ya que al parecer portaban escudos relativamente pequeños, que no protegían adecuadamente contra el lanzamiento de proyectiles de los tiradores de Roma. Tras sufrir grandes bajas, los Gaesatae fueron abandonados en el campo de batalla y enfrentaron desesperadamente a la primera línea de tropas romanas, donde, superados tanto en número como en equipo, fueron derrotados. Se ha discutido mucho qué posición ocupaban los Gaesatae en la sociedad celta. Los primeros escritores suponen que eran una tribu, pero después los autores se han inclinado a pensar que pueden haber sido grupos de guerreros jóvenes solteros que vivían de la incursión y las actividades mercenarias como el inicial iuventes romano o el semi-legendario irlandés Fiana.
Hay relatos de soldados celtas que sirvieron como guardaespaldas de Cleopatra VII de Egipto y Herodes de Judea.

## Marina
Aunque se ha escrito relativamente poco sobre la guerra en el mar Céltico, los galos vénetos, una tribu que ocupaba el sur de Bretaña se resistieron a los romanos de César, tanto por tierra como por mar. Se dice que construían barcos de madera de roble con velas de cuero duro, bien adaptadas para navegar en las agitadas aguas del Atlántico. Su capital, Darioritum, era extremadamente difícil de atacar desde tierra. Al principio, las galeras romanas, luchando en condiciones desconocidas, estuvieron en gran desventaja hasta que el almirante romano Décimo Junio Bruto Albino desarrolló nuevas tácticas que dieron como resultado una victoria decisiva para los hombres de César. Los vénetos fueron objeto de represalias por su salvaje desafío.

## Fortalezas
Grandes pilas de piedras de honda de forma aerodinámica hechas mediante la adición de arcilla se han encontrado en el castro británico al Sur de Maiden Castle, lo que indica que las eslingas también debe haber jugado algún papel en los conflictos entre las tribus celtas, probablemente en los asedios. El período de La Tène también vio el desarrollo de las fortalezas multivallate, protegidas por enormes movimientos de tierra, así como la muralla gallicus y las construcciones Pfostenschlitzmauer. Los asentamientos más grandes de la Galia fueron descritos por Julio César como oppida y el término se utiliza ahora para designar a las depresiones pre-ciudades romanas que existieron en toda Europa occidental y central, muchas de las cuales procedían de castros. Hay más de 2000 de estos fuertes conocidos en Gran Bretaña.
La pared circular celta de Otzenhausen es uno de los más grandes fortificaciones de los celtas jamás construida. Fue construido por los celtas de la tribu Treveri, que vivía en la región norte de la fortaleza. El fuerte está situado en la parte superior de la Dollberg, una colina, cerca de Otzenhausen en Alemania, unos 695 m sobre el nivel del mar. Los únicos restos visibles son dos murallas de tierra circular, cubierto de piedras.

## Influencias externas

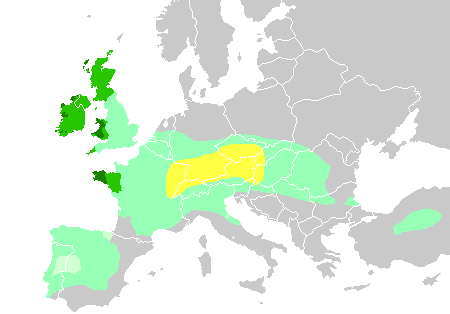
Distribución diacrónica de los pueblos celtas:
Cultura de Hallstatt,
Máxima expansión celta, circa 275 a. C.
Área poblada por los Lusitanos donde la presencia celta es incierta.
Las seis naciones celtas que retuvieron significante número de hablantes en la Era Moderna
Áreas donde las lenguas celtas tienen todavía hablantes.

Los celtas fueron influenciados por otros pueblos, pero influyeron en la guerra de sus enemigos.

### Tracios
La guerra de Tracia fue efectuada por los celtas en una variedad de formas como la adopción de determinadas espadas largas aunque esto no debe haber sido universal entre ellos. El tribalios había adoptado el equipo celta. Una de las armas, el SICA se llamaba espada antigua Tracia griega, "Θρακικον ξίφος") aunque no se originó a partir de ahí a pesar de su uso popular (se consideró su arma nacional). Posible origen de la espada fue la cultura de Hallstatt y los tracios pueden haberla adoptado o heredado.

### Dacios
Puntas de lanza celtas de hierro y espadas de La Tene. Muchos tipos de cultura de Hallstatt y espadas celtas. Escudos de madera, cuchillos sajones. los Bastarnos celtas y germanos fueron una parte importante del ejército de Dacia. las armas celtas fueron muy utilizadas, como largas espadas y escudos redondos. Los celtas desempeñaron un papel muy activo en Dacia. los Escordiscos fueron utilizados entre los aliados de los dacios.

### Ilirios
Los celtas influenciaron a los ilirios en muchos aspectos culturales y materiales y algunos de ellos fueron 'celtizados', especialmente las tribus de Dalmacia y los panonios. Un tipo de escudo oblongo de madera con un soporte de hierro fue introducido en Iliria por los celtas. Influencias de la cultura de Hallstatt abundan tanto en los ilirios como en sus descendientes.

### Romanos
La península ibérica, que comprende actualmente España y Portugal, era un lugar de diversas culturas en la época clásica con varias tribus, que no siempre pueden clasificarse firmemente como celtas, de influencia celta (como la Lusitani) o no celtas. Algunos de los celtas ibéricos lucharon por Aníbal contra los romanos en la Segunda Guerra Púnica. La más conocida de sus armas es la espada corta, de empuñadura que podía ser antropomórfica como su variante gala más larga usada por los celtíberos. No conducir con la falcata, una espada curva corta con el borde interior y la empuñadura cerrada, nétamente íbera y de influencia helenizante. El legionario romano Xiphias se llamaba originalmente el Hispaniensis gladius y se basa en otro tipo de espada celtibérica. El nombre también puede provenir de la raíz celta * kledo-que significa "espada". La lancea palabra latina utilizada para las jabalinas de las tropas auxiliares, también se supone que deriva de una palabra ibérica ó celtibérica, pero cuya forma original no se registra. Los romanos describen la lanza de los galos con la palabra gaesum , una Latinización del galo gaisos.
Es probable que dos palabras en latín para carro, Carrús y covinnus, fueron adoptadas por el idioma galo, aunque los romanos en ningún momento parece haber empleado carros de guerra.

## Celtas como bárbaros
La principal amenaza de la civilización griega tardía y los comienzos de la romana fueron los invasores celtas. Más tarde, la situación se invirtió cuando la expansión del Imperio Romano gradualmente conquistó a la mayor parte de los celtas. Escritores griegos y romanos tienden a centrarse en la salvaje ferocidad de los guerreros celtas, creando una imagen que ha persistido desde entonces. Para los antiguos griegos y romanos, el guerrero celta era el bárbaro arquetipo, estereotipo presentado como rudo, fuerte y malicioso. En el siglo V a. C., un escritor griego Ephoros describe los celtas como uno de los cuatro grandes pueblos bárbaros, junto con los persas, los escitas y los libios. Ellos fueron llamados Keltoi o gálatas por los griegos y celtas o Galli por la Romanos. Aristóteles comentó que en su valor había un elemento de la pasión como la de todos los bárbaros. Diodoro Sículo escribe que fueron muy adictos al vino y que se podía intercambiar una simple jarra de vino por un esclavo.
Los celtas fueron descritos por los autores clásicos como Estrabón, Tito Livio, Pausanias, y Floro, como la lucha contra "bestias salvajes", y como hordas. Dionisio dice que su "forma de lucha, siendo en gran medida feroz y frenética, era un procedimiento irregular, carente de la ciencia militar. Así, hay veces en que levantan sus espadas en alto y hieren a la manera de los jabalíes, echando todo el peso de su cuerpo en el golpe, como cortadores de leña o los hombres que cavan con azadas, y otras veces lanzan golpes transversales sin dirección concreta, como si trataran de cortar en pedazos el cuerpo entero de sus adversarios, corazas y todo”. Estas descripciones han sido cuestionadas por los historiadores contemporáneos.